# Booz Allen Classic
Pour les articles homonymes, voir Booz.
Le Booz Allen Classic était un tournoi du PGA Tour. Originellement connu sous le nom Kemper Open, le tournoi a vu sa première édition se dérouler en 1968 à Sutton dans le Massachusetts avant de rejoindre la ville de Charlotte.
De 1980 à 1987, c'est la ville de Bethesda qui abrite le tournoi avant de rejoindre  Potomac.
La dernière édition a connu un événement exceptionnel : le tournoi s'est terminé un mardi en raisons des orages qui se tenaient sur la région. C'était la première fois depuis 1968 qu'un tournoi du PGA Tour se terminait un mardi.

## Palmarès
| année                 | Vainqueur          | Nationalité |
| --------------------- | ------------------ | ----------- |
| Kemper Open           |                    |             |
| 1968                  | Arnold Palmer      |             |
| 1969                  | Dale Douglass      |             |
| 1970                  | Dick Lotz          |             |
| 1971                  | Tom Weiskopf       |             |
| 1972                  | Doug Sanders       |             |
| 1973                  | Tom Weiskopf       |             |
| 1974                  | Bob Menne          |             |
| 1975                  | Raymond Floyd      |             |
| 1976                  | Joe Inman          |             |
| 1977                  | Tom Weiskopf       |             |
| 1978                  | Andy Bean          |             |
| 1979                  | Jerry McGee        |             |
| 1980                  | John Mahaffey      |             |
| 1981                  | Craig Stadler      |             |
| 1982                  | Craig Stadler      |             |
| 1983                  | Fred Couples       |             |
| 1984                  | Greg Norman        |             |
| 1985                  | Bill Glasson       |             |
| 1986                  | Greg Norman        |             |
| 1987                  | Tom Kite           |             |
| 1988                  | Morris Hatalsky    |             |
| 1989                  | Tom Byrum          |             |
| 1990                  | Gil Morgan         |             |
| 1991                  | Billy Andrade      |             |
| 1992                  | Bill Glasson       |             |
| 1993                  | Grant Waite        |             |
| 1994                  | Mark Brooks        |             |
| 1995                  | Lee Janzen         |             |
| 1996                  | Steve Stricker     |             |
| 1997                  | Justin Leonard     |             |
| 1998                  | Stuart Appleby     |             |
| 1999                  | Rich Beem          |             |
| Kemper Insurance Open |                    |             |
| 2000                  | Tom Scherrer       |             |
| 2001                  | Frank Lickliter II |             |
| 2002                  | Bob Estes          |             |
| FBR Capital Open      |                    |             |
| 2003                  | Rory Sabbatini     |             |
| Booz Allen Classic    |                    |             |
| 2004                  | Adam Scott         |             |
| 2005                  | Sergio García      |             |
| 2006                  | Ben Curtis         |             |